# L'uomo venuto dalla pioggia
L'uomo venuto dalla pioggia (Le passager de la pluie) è un film del 1970 diretto da René Clément.
L'autore della sceneggiatura Sébastien Japrisot ha scritto anche un romanzo con lo stesso titolo.

## Trama
- Martedì 10 ottobre, ore 17:00.

Un pomeriggio di pioggia a fine stagione turistica nell'immaginaria Cap-des-Pins, località della costa francese vicino Hyères, Mélancolie Mau, detta Mellie, giovane sposa di un pilota d'aviazione, vede arrivare con la corriera da Marsiglia un uomo che ha con sé la borsa di una compagnia aerea.
Mellie si reca nel negozio d'abbigliamento di Nicole, deve acquistare un vestito per il matrimonio al quale è invitata il giorno successivo. Mentre si spoglia allo specchio si accorge che l'uomo sceso dall'autobus la sta spiando dalla vetrina. Si nasconde nella sua automobile, e quando Mellie torna a casa vi si introduce e la aggredisce; le lega le mani dietro la schiena con la cintura dell'accappatoio e la violenta, costringendola a guardarlo durante lo stupro.
Quando Mellie riprende i sensi, decide istintivamente di non avvertire la polizia per la vergogna di confessare la violenza. Riceve una telefonata da Londra, il marito Tony le conferma l'arrivo all'aeroporto di Marsiglia. Decisa a cancellare ciò che ha dovuto subire, Mellie fa sparire le tracce dell'invasione, ma si accorge con orrore che lo stupratore è nascosto nello scantinato.  Tenendolo a distanza, gli assicura che non denuncerà il fatto perché vuole solo dimenticare la violenza, ma l'uomo irriducibile fa un gesto minaccioso e lei gli spara con il fucile da caccia del marito.
Si arma di coraggio, carica il cadavere in auto e guida sino a una scogliera rocciosa. Per strada viene fermata a un posto di blocco, l'ispettore Toussaint sta cercando un maniaco evaso da un manicomio, ma non si accorge del corpo nel baule della station wagon. Prima di gettare lo stupratore in mare, Mellie prende i documenti che brucerà senza guardarli nella stufa di casa. Quando torna è già notte, il marito che non l'ha trovata in casa è furioso. Lei non può, naturalmente, spiegare dove si trovasse.
- Mercoledì, mezzogiorno

Mellie e il marito Tony sono in chiesa per un matrimonio. Uomo di mezza età con i baffi che sorride in modo poco rassicurante fa in modo che lei veda il titolo di un quotidiano: un cadavere è stato ritrovato in mare. Durante il ricevimento l'uomo le domanda a bruciapelo perché l'abbia ucciso, Mellie riesce a dominarsi e negare. Lui è un americano di nome Dobbs, sta cercando un criminale, lei nega di averlo mai incontrato.
- Giovedì ore 11

Mellie viene a sapere dall'ispettore Toussaint che il morto trovato dalla polizia era un malvivente chiamato Bruno Sacchi. Si reca a trovare la madre, che gestisce un bowling, ma vi trova Dobbs, che fa illazioni sul fatto che Mellie sappia qualcosa sul ricercato. Ha interrogato tutti a Cap-des-Pins, sa che l'uomo giunto in corriera da Marsiglia ha spiato Mellie dalla vetrina del negozio di Nicole. Dobbs sta cercando qualcosa che l'uomo venuto dalla pioggia aveva con sé. Mellie ricorda la borsa della compagnia aerea, la trova al deposito bagagli della stazione ferroviaria ma viene sorpresa da Dobbs. Contiene una foto di suo marito Tony Mau e il loro indirizzo di casa.
Dobbs vuole fare confessare alla donna che è stata aggredita da Sacchi, lei resiste. La blocca in casa e la fa ubriacare con la forza. Alla minaccia di andare dalla polizia, la carica in macchina e la accompagna lui al commissariato, ma Mellie ha una intuizione improvvisa. Convinta che Tony sia coinvolto in un traffico illecito, e ricordando che da ogni viaggio porta dischi di vinile alla sua amica Nicole, entra nel negozio di abbigliamento e chiede all'amica cosa stia trafficando con suo marito; Nicole fraintende e confessa di essere andata a letto con lui.
Mellie sente crollare il mondo addosso. Consegna a Dobbs tutti i soldi che ha in casa pregandolo di dimenticare il coinvolgimento di Tony, ma lui non lo accetta. Vuole sapere cos'è accaduto all'uomo che cerca, lei però non può dirglielo. Tra i due è in atto un vero e proprio scontro di volontà. Dobbs ipotizza che Mellie sia stata violentata e abbia ucciso lo stupratore; la fa di nuovo ubriacare per costringerla a confessare, lei gli spara con il fucile sulle scale dove ha freddato Sacchi, ma forse lo fa solo per giustificare i precedenti segni di pallini sul muro della cantina.
Il braccio di ferro continua fino a notte, quando Mellie si addormenta spossata e ubriaca.
- Venerdì ore 10

Il mattino seguente al risveglio Mellie scopre nel baule della station wagon una seconda borsa d'aviazione identica alla prima, che contiene 60.000 dollari in piccolo taglio, e capisce che la prima borsa era un falso preparato da Dobbs. Si reca all'albergo dove è sceso l'americano e scopre che è un colonnello dell'esercito U.S.A. La polizia nel frattempo ha arrestato per l'omicidio di Sacchi la sua amante Madeleine, cameriera in un ristorante della torre Eiffel a Parigi. Sconvolta dal senso di colpa perché una donna sta per essere condannata per omicidio al posto suo,  Mellie elude la sorveglianza di Dobbs e prende l'aereo per Parigi, senza sapere che è sotto sorveglianza.
Qui segue le tracce di Madeleine fino a trovarne la sorella, con la quale insiste sull'innocenza della donna. Il suo arrivo però desta sospetti perché le due sorelle lavorano in una casa d'appuntamenti d'alto bordo. Mellie viene sequestrata da tre uomini, maltrattata e interrogata tutta notte a proposito di Bruno Sacchi. Dobbs irrompe nel bordello seguendo le sue tracce al ristorante, mette fuori combattimento gli uomini e porta via con sé la ragazza ormai allo stremo.
- Sabato ore 8

Dobbs riaccompagna a casa Mellie in aereo prima del ritorno del marito. Qui la ragazza scopre di essere stata presa in giro dall'americano, infatti viene a sapere da Toussaint che Bruno Sacchi è morto più di un anno prima, ucciso effettivamente dalla sua amante Madeleine, mentre Dobbs cerca un americano di nome McGuffin, evaso da un manicomio militare in Germania. McGuffin ha già violentato tre donne con la medesima procedura; Dobbs ha messo in piedi una complessa messinscena per scoprire se il criminale abbia colpito a Cap-des Pins con le medesime modalità.
Il corpo di McGuffin viene trovato dai sommozzatori, tra le dita stringe ancora un bottone strappato al vestito nuovo di Mellie durante lo stupro. Dobbs ha compiuto la sua missione, non denuncerà Mellie alla polizia, ma non è riuscito a averla vinta sulla volontà della ragazza.

## Produzione
Il film, diretto da René Clément su una sceneggiatura di Sébastien Japrisot e la collaborazione ai dialoghi di Lorenzo Ventavoli, fu prodotto da Serge Silberman per la Greenwich Film Productions e la Medusa Produzione e girato a Hyéres e nella vicina penisola di Giens, negli aeroporti di Parigi e Marsiglia e negli studi di posa di Billancourt.

## Distribuzione
Il film fu distribuito in Francia dal 21 gennaio 1970 al cinema.
Alcune delle uscite internazionali sono state:
- negli Stati Uniti il 24 maggio 1970 (Rider on the Rain)
- in Svezia il 19 agosto 1970
- in Finlandia il 18 settembre 1970 (Muukalainen sateesta)
- in Germania Ovest il 29 ottobre 1970
- in Portogallo il 27 novembre 1970 (O Passageiro da Chuva)
- in Turchia nel dicembre del 1972 (Yagmurla gelen adam)
- in Norvegia il 14 giugno 1977
- in Austria (Der aus dem Regen kam)
- in Germania Ovest (Der aus dem Regen kam)
- in Argentina (El pasajero de la lluvia)
- in Perù (El pasajero de la lluvia)
- in Brasile (O Passageiro da Chuva)
- in Spagna (El pasajero de lluvia)
- in Ungheria (Futó zápor)
- in Slovenia (Neznanec je prisel z dezjem)
- in Italia (L'uomo venuto dalla pioggia)

## Critica
Pur appartenendo di diritto al genere poliziesco, o giallo, il film non rispetta le più importanti convenzioni di genere; già nei primi minuti si sa chi uccide chi, però a differenza di altre fiction anche chi indaga ne è al corrente; ciò che rimane da scoprire allo spettatore non è dunque né "chi" uccide né  "perché", bensì "se" sarà indotto a confessare. Almeno, questo è ciò che ci si aspetta, in realtà la sceneggiatura e la regia trascinano lo spettatore nel tour de force di una continua contraddizione di ciò che gli è stato fatto credere, perché L'uomo venuto dalla pioggia infrange le convenzioni narrative del film di suspense. La storia a poco a poco si trasforma da thriller a qualcosa di diverso e originale che oltrepassa le frontiere del giallo per sconfinare nello psicologico.
Questa trasgressione del linguaggio narrativo è favorita dall'inserimento nella sceneggiatura di un gran numero di dettagli chiave che troveranno giustificazione in un secondo tempo, quando assumeranno un significato completamente nuovo; tale meccanismo ridà freschezza a un genere che negli anni in questione era piuttosto logorato. Gli autori conoscono di sicuro il loro mestiere, e ammiccano allo spettatore che li segue trattenendo il fiato attraverso una storia nella quale alcuni dettagli sono stirati al limite della plausibilità, ma che dimostrano mestiere e abilità.
Il gioco delle inquadrature e la composizione dell'immagine sono studiati da Clément per portare il prodotto fuori dall'ordinario di genere. Tralasciando alcune inverosimiglianze secondarie, giustamente messe in evidenza dalla critica, il meccanismo “a orologeria” della sceneggiatura suona perfettamente a tempo ogni volta che è necessario, cioè quando occorre un cambiamento di prospettiva che conduca passo dopo passo agli ultimi colpi di scena.
A consuntivo, si può affermare che L'uomo venuto dalla pioggia, come successivi film scritti sempre da Japrisot (L'estate assassina e Una lunga domenica di passioni) utilizza le convenzioni di genere per condurre a significati molto più complessi e profondi; il film di René Clément non è un giallo, bensì uno studio sulla nascita e la stupefacente evoluzione di una tenerezza senza nome fra due grandi personaggi, che fino alla fine eviteranno intenzionalmente di chiamare con il suo vero nome.
Secondo il Morandini "Jobert è brava, Bronson ha grinta, la regia di Clément è brillante, ma come giallo è macchinoso, come dramma psicologico non convince."

## Riconoscimenti
- 1970 – Golden Globe
  - Golden Globe per il miglior film straniero

## Curiosità
Alla fine del film si scopre che l'uomo venuto dalla pioggia si chiama McGuffin: questa è una citazione esplicita di un grande maestro del thriller cinematografico, Alfred Hitchcock, il quale chiamava appunto “McGuffin” il pretesto che mette in movimento i personaggi e permette l'intrigo narrativo.
In questo senso, davvero il malato mentale evaso dal manicomio in Germania è solo un escamotage per innescare la storia.